# Jeffrey J. Schloesser

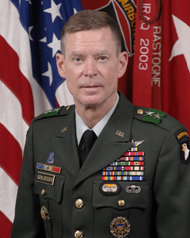
Jeffrey J. Schloesser (2008)

Jeffrey J. Schloesser ist ein pensionierter Generalmajor der United States Army.

## Werdegang
Jeffrey Schloesser ist ein Sohn von Kenneth Schloesser, einem ehemaligen Oberstleutnant der US-Armee. Seine Geburtsdaten sind nicht überliefert. Entsprechend seiner Militärdaten von Beginn bis zum Ende seiner Laufbahn muss er Mitte bis Ende der 1950er Jahre geboren sein.
Über die Officer Candidate School gelangte er im Jahr 1977 als Leutnant in das Offizierskorps des US-Heeres, wo er den Pionieren zugeteilt wurde. Später widmete er sich der Heeresfliegerei. In der Armee durchlief er anschließend alle Offiziersränge vom Leutnant bis zum Zwei-Sterne-General. Schloesser studierte unter anderem an der University of Kansas und der Edmund A. Walsh School of Foreign Service, die zur Georgetown University gehört.
In seinen jüngeren Jahren absolvierte er den für Offiziere in den niederen Rangstufen üblichen Dienst in verschiedenen Einheiten und Standorten. Im weiteren Verlauf seiner Laufbahn kommandierte er Einheiten auf fast allen militärischen Ebenen. Zwischenzeitlich wurde er auch als Stabsoffizier eingesetzt. Schloesser war unter anderem in Deutschland, dem Nahen Osten, Südkorea, Jordanien, Kuwait, Haiti, Albanien, dem Kosovo, im Irak und in Afghanistan stationiert. Er nahm aktiv am Irakkrieg und am Krieg in Afghanistan teil. Nach seiner Beförderung in die Generalsränge übernahm er unter anderem das Kommando über die 12. Fliegerbrigade (12th Combat Aviation Brigade).
Von November 2006 bis April 2009 kommandierte er die 101. Luftlandedivision, bei der er während des Irakkrieges bereits als Stabsoffizier tätig war. Schloesser bekleidete im Lauf seiner Militärzeit auch mehrere Aufgaben als Stabsoffizier im Bereich der Heeresfliegerei, unter anderem auch im Pentagon. Im Jahr 2010 schied er aus dem aktiven Militärdienst aus.
Nach dem Ende seiner Militärzeit arbeitete Schloesser zunächst für die Firma Sierra Nevada Corporation. Danach wechselte er zu Bell Flight, wo er als Executive Vice President Vorstandsmitglied ist. Zwischenzeitlich war er auch Präsident bei Aviation Worldwide Services. Er spricht fließend Arabisch, Französisch und Deutsch. Er ist mit Patty Drysdale verheiratet, mit der er einen Sohn und eine Tochter hat. Der Sohn Ryan ist ebenfalls Offizier der US-Armee.

## Orden und Auszeichnungen
Jeffrey Schloesser erhielt im Lauf seiner militärischen Laufbahn unter anderem folgende Auszeichnungen:
- Army Distinguished Service Medal
- Defense Superior Service Medal
- Legion of Merit
- Bronze Star Medal
- Meritorious Service Medal
- Air Medal
- Joint Service Commendation Medal
- Army Commendation Medal
- Joint Meritorious Unit Award
- National Defense Service Medal
- Armed Forces Expeditionary Medal
- Kosovo Campaign Medal
- Afghanistan Campaign Medal
- Iraq Campaign Medal
- Global War on Terrorism Service Medal
- Korea Defense Service Medal
- Armed Forces Reserve Medal
- Army Service Ribbon
- Army Overseas Service Ribbon
- NATO-Medaille